# Matilda Ernkrans
Matilda Ernkrans, née le 12 mars 1973 à Hallsberg, est une femme politique suédoise, membre du Parti social-démocrate suédois des travailleurs. 

## Éducation
Matilda Ernkrans possède un diplôme en science politique et en sociologie de l'Université d'Örebro.

## Carrière
De 2002 à 2019, elle est membre du Riksdag pour le Comté d'Örebro ainsi que la présidente du Parti social-démocrate du comté.
Le 21 janvier 2019, elle est nommée Ministre de l'Enseignement supérieur et de la Recherche dans le gouvernement Löfven.